# Handball-Regionalliga Nord (Frauen)
Die Regionalliga Nord (Frauen) war bis 2010 eine der dritthöchsten Spielklassen im deutschen Frauenhandball und wurde vom Norddeutschen Handballverband (NHV) organisiert. Die Meister der RL-Nord stiegen direkt in die 2. Bundesliga auf. Die Absteiger wurden in die Oberligen des jeweiligen Landesverbändes eingegliedert. 2010 wurde die Regionalliga von der 3. Liga abgelöst, die in drei Staffeln organisiert ist. Mit Beginn der Saison 2024/25 hat die RL-Nord (Frauen) wieder ihren Spielbetrieb als vierthöchste Spielklasse aufgenommen.

## Geschichte
Die Regionalliga Nord (Frauen) war von 1958 bis 1975 höchste Spielklasse. Der norddeutsche Meister war für die Playoffs zur Deutschen Meisterschaft qualifiziert. Die RL-Nord war von 1975 bis 1985 zweithöchste und mit Einführung der 2. Bundesliga (Frauen) zur Saison 1985/86 die dritthöchste Spielklasse im deutschen Handball der Frauen.
Mit Beginn der Saison 2024/25 erlebt die Regionalliga Nord eine Wiedergründung als vierthöchste Spielklasse, die von den Handballverbänden Handballverband Hamburg und Schleswig-Holstein organisiert wird.

### Modus
Im Verlaufe einer Saison treten 14 Teams gegeneinander an und ermitteln in einer Hin- und Rückrunde den RL-Nordmeister, der sich für die Aufstiegsrelegation zur 3. Liga (Frauen) qualifiziert.
Es steigen so viele Mannschaften ab (maximal vier), bis die Staffelstärke von 14 Teams incl. zwei Aufsteigern aus den Oberligen und möglichen Absteigern aus der 3. Liga erreicht ist.

## Saison 2025/26
Teilnehmer
| - SG Altona (N) - FC St. Pauli - HC Treia/Jübek - AMTV Hamburg - HSG Eider Harde | - SG Hamburg-Nord - ATSV Stockelsdorf - Lauenburger SV (N) - TSV Ellerbek (N) - HT Norderstedt | - HSG Tarp-Wanderup - SV Henstedt-Ulzburg 2 - HL Buchholz 08-Rosengarten 2 - HG Owschlag-Kropp-Tetenhusen |

## Meister

### Titelträger von 1958 bis 1975 (erstklassig)
- Meister von 1958 bis 1975

### Titelträger von 1976 bis 1985 (zweitklassig)
- Meister von 1976 bis 1985

### Titelträger von 1986 bis 2010 (drittklassig)
- Meister von 1986 bis 2010

### Meister ab 2024/25 (viertklassig)
| Saison  | RL - Nord         |
| ------- | ----------------- |
| 2024/25 | Todesfelde/Leezen |
| 2025/26 |                   |

Aufsteiger in die 3. Liga fett gedruckt